# Гомункулус (фільм, 1988)
Гомункулус — радянський художній фільм 1988 року, знятий на кіностудії «Білорусьфільм».

## Сюжет
Дівчинка з дивним ім'ям Веня Рижик живе і виховується в дитячому будинку. Вона абсолютно не сприймає брехню, не потребує родичів, вільна і незалежна у своїх судженнях і мріях про світ вільних людей. Серед своїх однолітків вона створює «лігу дітей колби», гомункулусів, котрі не потребують в батьківській опіці. Потрапивши в лікарню, Веня зустрічає увагу і турботу — і почуття любові і співчуття оживають в ній.

## У ролях
- Олеся Янушкевич — Веня Рижик
- Володимир Громадський — Толік
- Юлія Альгерчик — Люся
- Сергій Бондаренко — Герман
- Леонід Кулагін — доктор
- Лариса Громова — Анастасія Іванівна
- Світлана Кузьміна — директор інтернату
- Людмила Крячун — Клавдія Петрівна
- Володимир Почесуй — епізод
- Тетяна Черних — епізод
- Людмила Бурих — епізод
- Наталія Іванова — епізод
- Олександр Тукач — епізод
- Катерина Григор'єва — епізод
- Володимир Бируля — епізод
- Артем Лосовський — епізод
- Гліб Шмаков — епізод
- Олена Алешкевич — епізод
- Надія Бутирцева — Серена, пацієнтка
- Олена Пастревич — пацієнтка
- Лідія Мордачова — пацієнтка
- Володимир Бобриков — художник
- Тамара Ярмолич — епізод
- Леонід Баранчик — епізод
- Олена Акульонок — дружина Колі
- Наталія Курсевич — незнайомка
- Наталія Пашкевич — матуся
- Олександр Кашперов — п'яний батько хлопчика
- Володимир Корпусь — епізод
- Володимир Січкар — рентгенолог
- Анатолій Гур'єв — Коля
- Маргарита Якушева — сусідка
- Петро Юрченков — білогвардійський офіцер в пролозі
- Віталій Биков — білогвардійський офіцер в пролозі
- Анатолій Терпицький — червоноармієць в пролозі
- Світлана Турова — продавець
- Володимир Грицевський — слідчий
- Генріх Бурак — експерт

## Знімальна група
- Режисер — Олександр Карпов
- Сценаристи — Ігор Болгарин, Марта П'ятигорська
- Оператор — Юрій Плющев
- Художник — Юрій Альбицький